# Музей археологии и этнологии Пибоди
Музей археологии и этнологии Пибоди (англ. The Peabody Museum of Archaeology and Ethnology) — музей при Гарвардском университете в городе Кембридж, штат Массачусетс. Назван в честь Джорджа Пибоди — бывшего добровольца американской армии, затем лондонского банкира, пожертвовавшего исключительную для XIX века сумму в 8 млн. долларов на образовательные цели, в том числе 150 тыс. долларов — непосредственно на коллекцию по этнографии США и Нового Света, которая позднее стала основой экспозиции музея. Музей насчитывает 6 млн. единиц хранения, 500 тысяч фотодокументов, несколько тысяч аудиозаписей. В музее имеется архив из более 500 тысяч изображений, относящихся к туземным культурам Америки и Океании. Находится в том же здании, что и Гарвардский музей естественной истории.

## Вехи истории музея
- Основанный в 1866 году, Музей Пибоди стал одним из старейших и наиболее известных музеев по антропологии и этнологии. Первым куратором Музея археологии и этнологии Пибоди стал крупный биолог и антрополог Джеффрис Вайман (Jeffries Wyman). Особенно велики коллекции Музея по доколумбовым культурам Америки, этнографии индейцев и жителей Океании. В числе первых приобретений — Мексиканская и Калифорнийская коллекции Эдварда Керна (1822—1863). В основу Южноамериканской коллекции были положены дары Луи и Александра Агассисов.

- В течение 1892—1915 годов Музей археологии и этнологии Пибоди организовал 20 экспедиций в страну Майя.

- В 1904—1905 гг. сотрудником Музея Пибоди состоял известный впоследствии путешественник Вильялмур Стефанссон (Vilhjálmur Stefánsson, на тот момент — студент Гарвардского университета). По заданию музея он совершил две поездки на родину предков, в Исландию, где провёл археологические и этнографические исследования. В июне 1905 года в журнале «Американский антрополог» появилась статья Стефанссона «Исландская колония в Гренландии». Речь в ней шла об основанной Эриком Рыжим I Гренландской республике[1].

- В 1910-х гг. сотрудником Музея Пибоди состоял знаменитый американский египтолог Джордж Эндрю Рейснер. Он подарил музею часть своей Нубийской коллекции.

- В 1914—1929 гг. сотрудником Музея Пибоди состоял американский археолог Альфред Винсент Киддер. Он принял участие в нескольких экспедициях в Аризону, спонсированых музеем. Материалы раскопок на юго-западе и в центральной части США позволили ему составить подробную классификацию индейской керамики этих регионов. Его «Введение в изучение юго-западной археологии» (Introduction to the Study of Southwestern Archaeology, 1924) представляло собой первый синтез североамериканской доисторической эпохи на основании собранных археологических и этнологических данных. Во время раскопок Пекос-Пуэбло, в особенности в период 1915—1929 гг., обнаруженные керамические и другие артефакты были отправлены в музей Роберта С. Пибоди в Андовере, тогда как обнаруженные человеческие останки — в музей Пибоди в Гарварде. В то время археологи ещё не спрашивали разрешения индейцев на раскопки домов и могил их предков. Хотя Киддеру было известно о связи между заброшенным поселением Пекос-Пуэбло и современным племенем пуэбло-хемес, он не мог предположить, что племя заявит претензии на артефакты и человеческие останки. Согласно закону, принятому Конгрессом США в 1936 году, племя пуэбло-хемес стало законным и официальным представителем поселения Пуэбло-Пекос, которое находилось в частной собственности во время раскопок Киддера. На основании «Закона о защите и репатриации могил коренных американцев», который требует от местных и федеральных музеев инвентаризировать и публиковать в Федеральном реестре любые местные погребения и культурные объекты, племя пуэбло-хемес заявило иск в качестве правопреемников обитателей долины Пекос. Человеческие останки, обнаруженные экспедицией Киддера, были возвращены народу хемес лишь в 1999 году и ритуально погребены в Национальном историческом парке Пекос. Примечательно, что Киддер был похоронен невдалеке, рядом с Пекос-Пуэбло.

- В 1958—1977 гг. сотрудницей Музея Пибоди состояла русская эмигрантка Татьяна Проскурякова, исследовательница культуры майя[2].

- В 1967—1975 гг. сотрудниками Музея Пибоди П. Энглундом (P. Englund) и Ч. Ламберг-Карловским (C. Lamberg-Karlovsky) было проведено комплексное исследование городища железного века Тепе-Яхья в юго-восточном Иране[3].

- В экспозицию Музея Пибоди была включена Фиджийская морская дева — талантливая мистификация из сгоревшего Музея Барнума.

- В конце XX века в Музее Пибоди была развёрнута экспозиция, посвящённая основанному в 1655 году Гарвардскому Индейскому колледжу (Harvard Indian College).